# 185580 Andratx
185580 Andratx este o planetă minoră (asteroid) din centura de asteroizi. A fost descoperită pe 29 ianuarie 2008 la Observatorio Astronómico de La Sagra⁠(d) de Observatorul Astronomic din Mallorca⁠(d). 
Obiectul prezintă o orbită caracterizată de o semiaxă mare de 2,4610036864787 UAi, o excentricitate de 0,07, o înclinație de 2,4 ° în raport cu ecliptica.